# 李采映 (STAYC)
李采映（2002年1月23日—），艺名为ISA（中文：瑷莎，韓語：아이사），韩国女歌手，于2020年以High Up娱乐旗下女团STAYC出道，担任官方领唱。

## 活動經歷
- 曾在釜山HAK ENTER ACADEMY上課訓練。[11]

- 2018年3月，試鏡後加入High Up娛樂練習，練習期大約2年多，是最早加入公司的成員。

- 2020年11月12日，發行首張單曲專輯《Star To A Young Culture》，主打〈SO BAD〉，以女团STAYC成员出道，並且擔任官方領唱。[12]

- 2021年4月8日，發行第二張单曲專輯《STAYDOM》，以主打〈ASAP〉回归。
- 2021年9月6日，發行第一張迷你專輯《STEREOTYPE》，以主打〈색안경 (STEREOTYPE)〉回歸。
- 2022年2月21日，發行第二張迷你專輯《YOUNG-LUV.COM》，以主打〈RUN2U〉回歸。
- 2022年7月19，發行第三張單曲專輯《WE NEED LOVE》，以主打〈BEAUTIFUL MONSTER〉回歸。
- 2022年11月23日，發行首張日文單曲《POPPY》，以主打〈POPPY〉於日本出道。

## 音樂作品

### 音樂原聲帶
| 發行日期      | 歌曲名稱                    | 影劇名稱            | 專輯名稱                  | 備註 |
| ------------- | --------------------------- | ------------------- | ------------------------- | ---- |
| 2025年4月11日 | Trace of Stars（별의 흔적） | MBC《芭妮與哥哥們》 | Crushology 101 OST Part.1 |      |

## 外部連結
- STAYC的韓國官方網站 （页面存档备份，存于）